# Al-Akhbar
al-Akhbar (arabisch الأخبار al-Achbar, DMG al-Aḫbār) ist eine libanesische Tageszeitung. Sie erscheint seit 2006 in Beirut in arabischer Sprache, von 2011 bis 2015 gab es eine zusätzliche Internetausgabe auf Englisch. Ihr derzeitiger Chefredakteur ist Ibrahim al-Amin. Die gedruckte Auflage liegt bei 10.000–15.000 Exemplaren.

## Geschichte und Selbstverständnis
Die Zeitung wurde von dem libanesischen Journalisten Joseph Samaha gegründet, die erste gedruckte Ausgabe erschien am 14. August 2006. Samahas Ziel war eine Zeitung, die die höchsten journalistischen Standards einhält und gleichzeitig „den Prinzipien des antiimperialistischen Kampfes, progressiver Politik und Meinungsfreiheit treu ist“. Inhaber und wichtigster Geldgeber ist der Londoner Investmentbanker Hassan Khalil.
Als Partner von WikiLeaks veröffentlichte die Zeitung mehrere Male Dokumente, die dieser Webseite zugespielt wurden, so Auszüge aus den Depeschen US-amerikanischer Botschaften zum Libanonkrieg 2006, zum UN-Tribunal für den Libanon, interne Papiere der syrischen Regierung und US-amerikanische Depeschen aus der Zeit Henry Kissingers.
Als einzige libanesische Zeitung verweigerte al-Akhbar eine Anfrage des US-amerikanischen Botschafters Jeffrey Feltman auf ein Treffen mit der Redaktion. Dieser warf der Zeitung daraufhin vor, der Hisbollah nahezustehen.